# Веліков Чари
Чари Веліков (1902, місто Теджен Закаспійської області, тепер Туркменістан — розстріляний 28 жовтня 1938, СРСР) — туркменський радянський партійний діяч, 2-й секретар ЦК КП(б) Туркменії. Член Бюро ЦК КП(б) Туркменії.

## Біографія
Народився в родині селянина-середняка. У 1913 році закінчив три відділення двокласної російсько-туземної школи в місті Теджені.
З січня до грудня 1917 року працював хлопчиком-хатнім робітником лікаря в Теджені.
У січні 1918 — березні 1919 року — мастильник на млині Гамона в аулі Кара-Векіль Тедженського повіту.
З квітня до грудня 1919 року служив рядовим солдатом-добровольцем Туркменського загону Білої армії в місті Асхабаді.
З січня до грудня 1920 року не працював, жив у брата в аулі Кара-Контур Тедженського повіту.
У травні 1920 — лютому 1921 року — червоноармієць 2-го Туркменського кавалерійського полку в місті Асхабаді (Полторацьку).
У березні — вересні 1921 року — діловод виконавчого комітету Серахської волосної ради Тедженського повіту Туркменської АРСР.
Кандидат у члени РКП(б) з березня 1921 року.
З вересня 1921 до березня 1922 року — курсант піхотних командних курсів РСЧА в місті Полторацьку.
У квітні — грудні 1922 року — секретар волосного комітету Спілки «Кошчі» в місті Байраи-Алі Мервського повіту Туркменської АРСР. У 1922 році вступив до комсомолу.
Член РКП(б) з вересня 1922 року.
У січні — грудні 1923 року — секретар Мервського повітового комітету Комуністичної спілки молоді Туркменської АРСР.
У грудні 1923 — березні 1925 року — секретар Полторацького окружного комітету ЦК ЛКСМ Туркменії.
У березні 1925 — лютому 1928 року — відповідальний секретар Чарджуйського окружного комітету КП(б) Туркменії.
6 березня 1928 — 28 лютого 1935 року — 2-й секретар ЦК КП(б) Туркменії.
У березні 1935 року — слухач курсів марксизму-ленінізму при ЦК ВКП(б), у березні 1935 — квітні 1937 року — слухач економічного відділення Інституту червоної професури в Москві.
З квітня до травня 1937 року перебував у розпорядження ЦК КП(б) Туркменії в місті Ашхабаді.
З травня 1937 року — знову слухач економічного відділення Інституту червоної професури в Москві.
1937 року заарештований органами НКВС. Засуджений Воєнною колегією Верховного суду СРСР 28 жовтня 1938 року до страти, розстріляний того ж дня.
Посмертно реабілітований.